# Koegelwieck (schip, 1992)
De Koegelwieck is een sneldienstschip van Rederij Doeksen. Het is genoemd naar het natuurgebied Koegelwieck op Terschelling. Het wordt samen met de Tiger ingezet op de sneldienst tussen Harlingen, Terschelling en Vlieland. Het is het tweede schip van Rederij Doeksen dat vaart onder deze naam. De eerste Koegelwieck werd in 1994 verkocht naar Tanzania.
De Koegelwieck is een catamaran met symmetrische rompen. Hij is gebouwd door Harding Verft A/S te Rosendal (Noorwegen). Hij werd daar in 1992 te water gelaten en arriveerde datzelfde jaar op Terschelling. Het schip kan 312 passagiers vervoeren en haalt een topsnelheid van 32 knopen. De voortstuwing geschiedt door middel van waterjets, aangedreven door twee 16-cilinder Deutz dieselmotoren.
Het schip heeft bij de boeg een korte middendrijver, die alleen bij hoge zee in de golven steekt. Deze constructie voorkomt dat het schip dan te diep in de golven duikt. Daardoor is de Koegelwieck, strikt genomen, een kruising tussen een catamaran en een trimaran.
De Koegelwieck heeft een beneden- en een bovensalon. Een gedeelte van de bovensalon heeft een panoramisch uitzicht over de zee. Aan boord van de Koegelwieck mag niet worden gerookt en gelopen. Het interieur van het de Koegelwieck is te vergelijken met dat van een passagiersvliegtuig; rijen stoelen van voor naar achteren met een gangpad er tussen.

## Onderhoud
Op bepaalde dagen is het het schip uit de vaart wegens onderhoud. Ook gaat het, net als de andere schepen van Rederij Doeksen, een keer per jaar naar een werf voor een (gedeeltelijke) verfbeurt en algehele inspectie. Tijdens een onderhoudsperiode wordt de Koegelwieck vervangen door de Tiger. Dit was ook het geval in 2020 toen de Koegelwieck na een revisie tijdens de winter van 2019 herhaaldelijk met motorstoringen kampte.

## Afbeeldingen

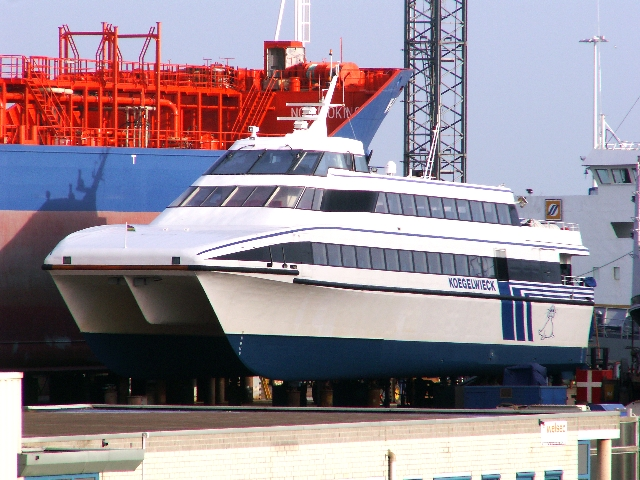
MS Koegelwieck op de werf
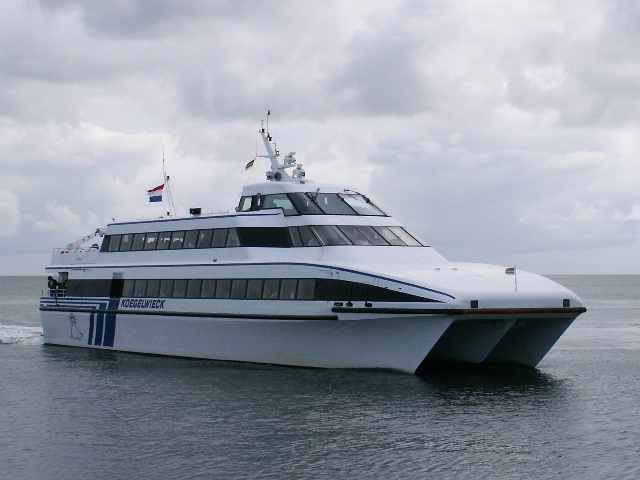
MS Koegelwieck